# Kevin Krawietz
Kevin Krawietz, född 24 januari 1992 i Coburg, Bayern, är en tysk tennisspelare som främst tävlar i dubbel.
Han är en tvåfaldig Grand Slam-mästare efter att ha vunnit dubbeln i Franska öppna både 2019 och 2020 tillsammans med dubbelpartnern Andreas Mies. De var även semifinalister vid US Open 2019. Krawietz nådde semifinal i mixeddubbel vid Wimbledonmästerskapen 2021 tillsammans med Květa Peschke och i Franska öppna 2022 med Nicole Melichar-Martinez. Han har även kvalificerat sig för ATP-slutspelet vid tre tillfällen.
Krawietz har som högst varit rankad på 5:e plats på ATP-dubbelrankingen, vilket han nådde i februari 2025. Krawietz har vunnit 11 dubbeltitlar på ATP-touren, varav fyra i ATP 500-turneringar. I singel har Krawietz som högst varit rankad på 211:e plats, vilket han nådde i december 2018. Krawietz har tävlat för Tyskland i Davis Cup sedan 2019 och tävlade i både herrdubbel och mixdubbel vid OS i Tokyo 2021.

## Karriär

### 2019: 3 titlar på ATP-touren och mästare i Franska öppna
I februari 2019 tog Krawietz sin första dubbeltitel på ATP-touren tillsammans med Andreas Mies vid New York Open efter att ha besegrat mexikanska Santiago González och pakistanska Aisam-ul-Haq Qureshi i finalen. I juni 2019 vann Krawietz och Mies som oseedade dubbeltiteln vid Franska öppna 2019 efter att ha besegrat den franska duon Jérémy Chardy och Fabrice Martin i finalen. I oktober 2019 tog de sin tredje titel tillsammans vid belgiska European Open efter att ha besegrat amerikanska Rajeev Ram och brittiska Joe Salisbury i finalen.

### 2020: Försvarar sin titel i Franska öppna
I oktober 2020 försvarade Krawietz och Mies sin dubbeltitel vid Franska öppna 2020, där de besegrade kroatiska Mate Pavić och brasilianska Bruno Soares i två raka set i finalen. Samma månad nådde de även final vid Bett1Hulks Championship i Köln, där det dock blev förlust mot sydafrikanska Raven Klaasen och japanska Ben McLachlan.

### 2021: 2 titlar på ATP-touren
I mars 2021 nådde Krawietz finalen vid Rotterdam Open 2021 tillsammans med rumänska Horia Tecău, där det dock blev förlust mot den kroatiska duon Nikola Mektić och Mate Pavić. Följande månad nådde de även finalen vid Barcelona Open där det blev förlust mot den colombianska duon Juan Sebastián Cabal och Robert Farah.
I maj 2021 vann Krawietz sin första dubbeltitel tillsammans med nederländska Wesley Koolhof vid BMW Open i München efter att ha besegrat den belgiska duon Sander Gillé och Joran Vliegen i finalen. Följande månad vann Krawietz Halle Open tillsammans med Horia Tecău, vilket var hans första titel i en ATP 500-turnering. I juli 2021 nådde Krawietz och Tecău finalen vid Hamburg European Open, där det dock blev en förlust mot tyska Tim Pütz och nyzeeländska Michael Venus.

### 2022: Återkomst med Mies och 2 nya titlar på ATP-touren
Under början av 2022 återförenades Krawietz med Andreas Mies som hade missat större delen av 2021 på grund av en knäoperation. I april 2022 vann de dubbeltiteln vid Barcelona Open Banc Sabadell 2022 efter att ha besegrat nederländska Wesley Koolhof och brittiska Neal Skupski i finalen. Följande månad vann de även BMW Open efter att ha besegrat brasilianska Rafael Matos och spanska David Vega Hernández i finalen.

## Finaler på ATP-touren

### Dubbel: 12 (8 titlar, 4 andraplatser)
| Teckenförklaring       |
| ---------------------- |
| Grand Slam (2–0)       |
| ATP Finals (0–0)       |
| ATP Masters 1000 (0–0) |
| ATP 500 Series (2–3)   |
| ATP 250 Series (4–1)   |

| Finaler efter underlag |
| ---------------------- |
| Hard court (2–2)       |
| Grus (5–2)             |
| Gräs (1–0)             |

| Resultat | V–F | Datum         | Turnering                         | Kategori   | Underlag       | Medspelare     | Motståndare                            | Resultat                   |
| -------- | --- | ------------- | --------------------------------- | ---------- | -------------- | -------------- | -------------------------------------- | -------------------------- |
| Vinnare  | 1–0 | Februari 2019 | New York Open, USA                | 250 Series | Hard court (i) | Andreas Mies   | Santiago González Aisam-ul-Haq Qureshi | 6–4, 7–5                   |
| Vinnare  | 2–0 | Juni 2019     | Franska öppna, Frankrike          | Grand Slam | Grus           | Andreas Mies   | Jérémy Chardy Fabrice Martin           | 6–2, 7–6(7–3)              |
| Vinnare  | 3–0 | Oktober 2019  | European Open, Belgien            | 250 Series | Hard court (i) | Andreas Mies   | Rajeev Ram Joe Salisbury               | 7–6(7–1), 6–3              |
| Vinnare  | 4–0 | Oktober 2020  | Franska öppna, Frankrike (2)      | Grand Slam | Grus           | Andreas Mies   | Mate Pavić Bruno Soares                | 6–3, 7–5                   |
| Tvåa     | 4–1 | Oktober 2020  | Bett1Hulks Championship, Tyskland | 250 Series | Hard court (i) | Andreas Mies   | Raven Klaasen Ben McLachlan            | 2–6, 4–6                   |
| Tvåa     | 4–2 | Mars 2021     | Rotterdam Open, Nederländerna     | 500 Series | Hard court (i) | Horia Tecău    | Nikola Mektić Mate Pavić               | 6–7(7–9), 2–6              |
| Tvåa     | 4–3 | April 2021    | Barcelona Open, Spanien           | 500 Series | Grus           | Horia Tecău    | Juan Sebastián Cabal Robert Farah      | 4–6, 2–6                   |
| Vinnare  | 5–3 | Maj 2021      | BMW Open, Tyskland                | 250 Series | Grus           | Wesley Koolhof | Sander Gillé Joran Vliegen             | 4–6, 6–4, [10–5]           |
| Vinnare  | 6–3 | Juni 2021     | Halle Open, Tyskland              | 500 Series | Gräs           | Horia Tecău    | Félix Auger-Aliassime Hubert Hurkacz   | 7–6(7–4), 6–4              |
| Tvåa     | 6–4 | Juli 2021     | Hamburg European Open, Tyskland   | 500 Series | Grus           | Horia Tecău    | Tim Pütz Michael Venus                 | 3–6, 7–6(7–3), [8–10]      |
| Vinnare  | 7–4 | April 2022    | Barcelona Open, Spanien           | 500 Series | Grus           | Andreas Mies   | Wesley Koolhof Neal Skupski            | 6–7(3–7), 7–6(7–5), [10–6] |
| Vinnare  | 8–4 | Maj 2022      | BMW Open, Tyskland (2)            | 250 Series | Grus           | Andreas Mies   | Rafael Matos David Vega Hernández      | 4–6, 6–4, [10–7]           |